# セフミノクス
セフミノクス（英：Cefminox、INN）は第二世代のセファロスポリン系抗生物質である。

## スペクトル
セフミノクスは広域スペクトルの殺菌性セファロスポリン系抗生物質である。グラム陰性菌や嫌気性菌に対して特に有効である。以下は、医学的に重要な微生物数種のMICデータである。
- クロストリディオイデス・ディフィシル: 2 - 4 μg/ml
- 大腸菌: 0.125 - 16 μg/ml
- 緑膿菌: 256 μg/ml[3]